# Transports en commun d'Amboise
Les transports en commun d'Amboise sont réalisés par un réseau d'autobus desservant la commune d'Amboise et Nazelles-Négron dans le département d'Indre-et-Loire, ce réseau est géré actuellement par le conseil municipal d'Amboise.

## Histoire
Le service de transport public a été mis en place aux communes d'Amboise depuis mai 2010 et de Nazelles-Négron depuis 2014.

## Lignes du réseau

### Lignes régulières
| Ligne | Caractéristiques | Caractéristiques                                             | Caractéristiques                                             | Caractéristiques                                             | Caractéristiques                                             | Caractéristiques                                             | Caractéristiques                                             | Caractéristiques                                             | Caractéristiques                                             |
| 1     | Nazelles-Négron — Centre Bourg ⥋ Amboise – ZI La Boitardière | Nazelles-Négron — Centre Bourg ⥋ Amboise – ZI La Boitardière | Nazelles-Négron — Centre Bourg ⥋ Amboise – ZI La Boitardière | Nazelles-Négron — Centre Bourg ⥋ Amboise – ZI La Boitardière | Nazelles-Négron — Centre Bourg ⥋ Amboise – ZI La Boitardière | Nazelles-Négron — Centre Bourg ⥋ Amboise – ZI La Boitardière | Nazelles-Négron — Centre Bourg ⥋ Amboise – ZI La Boitardière | Nazelles-Négron — Centre Bourg ⥋ Amboise – ZI La Boitardière | Nazelles-Négron — Centre Bourg ⥋ Amboise – ZI La Boitardière |
| ----- | --- | ------------------------------------------------------------ | ------------------------------------------------------------ | ------------------------------------------------------------ | ------------------------------------------------------------ | ------------------------------------------------------------ | ------------------------------------------------------------ | ------------------------------------------------------------ | ------------------------------------------------------------ |
| 1     | Ouverture / Fermeture — / — | Longueur —                                                   | Durée 34-40 min                                              | Nb. d’arrêts 23                                              | Matériel Minibus                                             | Jours de fonctionnement L, Ma, Me, J, V, S, D                | Jour / Soir / Nuit / Fêtes O / N / N / N                     | Voy. / an —                                                  | Exploitant Transports Moreau 36                              |
| 1     | Desserte : - Villes et stations : Nazelles-Négron (Centre Bourg, Camping, La Grange Rouge, Chapelle Verdun, Les Girois, RAM Nord, Vilvent, La Ramée), Amboise (Le Sevrage, Gendarmerie, Désiré Marteau, Gare SNCF, Fonderie, Île d'Or, Max Ernst, Place Richelieu, Grégoire de Tours, Hôpital, Malétrenne/Jeanne d'Arc, Croix Besnard, Vau de Lucé, Maisons Blanches, Templier, Paul-Louis Courier, Les Vallées, George Sand, La Verrerie, L'Amasse, Chemin du Roi, ZI La Boitardière) - Gares desservies : Amboise |                                                              |                                                              |                                                              |                                                              |                                                              |                                                              |                                                              |                                                              |
| 1     | Autre : - Arrêts non accessibles aux UFR : non communiqué - Particularités : - Les stations Le Sevrage, Max Ernst, George Sand, La Verrerie et L'Amasse sont uniquement desservies en direction d'Amboise - La station La Ramée est uniquement desservie en direction de Nazelles - Les stations Fonderie, Chemin du Roi et ZI La Boitardière sont uniquement desservie par les services du lundi au vendredi sauf jour férié. - Date de dernière mise à jour : 18 avril 2020.                                      |                                                              |                                                              |                                                              |                                                              |                                                              |                                                              |                                                              |                                                              |
| 1     | Dernière actualisation : — |                                                              |                                                              |                                                              |                                                              |                                                              |                                                              |                                                              |                                                              |

### Lignes complémentaires
| Ligne | Caractéristiques | Caractéristiques                                         | Caractéristiques                                         | Caractéristiques                                         | Caractéristiques                                         | Caractéristiques                                         | Caractéristiques                                         | Caractéristiques                                         | Caractéristiques                                         |
| 2     | Amboise — École Paul-Louis Courier ⥋ Amboise — Max Ernst | Amboise — École Paul-Louis Courier ⥋ Amboise — Max Ernst | Amboise — École Paul-Louis Courier ⥋ Amboise — Max Ernst | Amboise — École Paul-Louis Courier ⥋ Amboise — Max Ernst | Amboise — École Paul-Louis Courier ⥋ Amboise — Max Ernst | Amboise — École Paul-Louis Courier ⥋ Amboise — Max Ernst | Amboise — École Paul-Louis Courier ⥋ Amboise — Max Ernst | Amboise — École Paul-Louis Courier ⥋ Amboise — Max Ernst | Amboise — École Paul-Louis Courier ⥋ Amboise — Max Ernst |
| ----- | --- | -------------------------------------------------------- | -------------------------------------------------------- | -------------------------------------------------------- | -------------------------------------------------------- | -------------------------------------------------------- | -------------------------------------------------------- | -------------------------------------------------------- | -------------------------------------------------------- |
| 2     | Ouverture / Fermeture — / — | Longueur —                                               | Durée —                                                  | Nb. d’arrêts —                                           | Matériel Minibus                                         | Jours de fonctionnement Ma                               | Jour / Soir / Nuit / Fêtes O / N / N / N                 | Voy. / an —                                              | Exploitant Transports Moreau 36                          |
| 2     | Desserte : - Villes : Amboise - Gares desservies : Amboise |                                                          |                                                          |                                                          |                                                          |                                                          |                                                          |                                                          |                                                          |
| 2     | Autre : - Arrêts non accessibles aux UFR : non communiqué - Particularités : - la ligne n'offre qu'une course le mardi après-midi en direction de Max Ernst. - la ligne est réservée aux bénéficiaires de la carte Émeraude - Date de dernière mise à jour : 18 avril 2020.                        |                                                          |                                                          |                                                          |                                                          |                                                          |                                                          |                                                          |                                                          |
| 2     | Dernière actualisation : — |                                                          |                                                          |                                                          |                                                          |                                                          |                                                          |                                                          |                                                          |
| 3     | Amboise — Gendarmerie ⥋ Amboise — Max Ernst | Amboise — Gendarmerie ⥋ Amboise — Max Ernst              | Amboise — Gendarmerie ⥋ Amboise — Max Ernst              | Amboise — Gendarmerie ⥋ Amboise — Max Ernst              | Amboise — Gendarmerie ⥋ Amboise — Max Ernst              | Amboise — Gendarmerie ⥋ Amboise — Max Ernst              | Amboise — Gendarmerie ⥋ Amboise — Max Ernst              | Amboise — Gendarmerie ⥋ Amboise — Max Ernst              | Amboise — Gendarmerie ⥋ Amboise — Max Ernst              |
| 3     | Ouverture / Fermeture — / — | Longueur —                                               | Durée —                                                  | Nb. d’arrêts —                                           | Matériel Minibus                                         | Jours de fonctionnement Me, V                            | Jour / Soir / Nuit / Fêtes O / N / N / N                 | Voy. / an —                                              | Exploitant Transports Moreau 36                          |
| 3     | Desserte : - Villes : Amboise - Gares desservies : Amboise |                                                          |                                                          |                                                          |                                                          |                                                          |                                                          |                                                          |                                                          |
| 3     | Autre : - Arrêts non accessibles aux UFR : non communiqué - Particularités : - la ligne n'offre que deux courses les mercredis et vendredis dans l'après-midi en direction de Max Ernst. - Date de dernière mise à jour : 18 avril 2020.                                                           |                                                          |                                                          |                                                          |                                                          |                                                          |                                                          |                                                          |                                                          |
| 3     | Dernière actualisation : — |                                                          |                                                          |                                                          |                                                          |                                                          |                                                          |                                                          |                                                          |
| 4     | Amboise — Sevrage ⥋ Amboise — Max Ernst | Amboise — Sevrage ⥋ Amboise — Max Ernst                  | Amboise — Sevrage ⥋ Amboise — Max Ernst                  | Amboise — Sevrage ⥋ Amboise — Max Ernst                  | Amboise — Sevrage ⥋ Amboise — Max Ernst                  | Amboise — Sevrage ⥋ Amboise — Max Ernst                  | Amboise — Sevrage ⥋ Amboise — Max Ernst                  | Amboise — Sevrage ⥋ Amboise — Max Ernst                  | Amboise — Sevrage ⥋ Amboise — Max Ernst                  |
| 4     | Ouverture / Fermeture — / — | Longueur —                                               | Durée —                                                  | Nb. d’arrêts —                                           | Matériel Minibus                                         | Jours de fonctionnement V                                | Jour / Soir / Nuit / Fêtes O / N / N / N                 | Voy. / an —                                              | Exploitant Transports Moreau 36                          |
| 4     | Desserte : - Villes : Amboise - Gares desservies : Amboise |                                                          |                                                          |                                                          |                                                          |                                                          |                                                          |                                                          |                                                          |
| 4     | Autre : - Arrêts non accessibles aux UFR : non communiqué - Particularités : - la ligne n'offre qu'un aller-retour le vendredi matin. - la ligne ne circule pas en juillet et août. - la ligne est réservée aux bénéficiaires de la carte Émeraude - Date de dernière mise à jour : 18 avril 2020. |                                                          |                                                          |                                                          |                                                          |                                                          |                                                          |                                                          |                                                          |
| 4     | Dernière actualisation : — |                                                          |                                                          |                                                          |                                                          |                                                          |                                                          |                                                          |                                                          |

## Parc de véhicules
En octobre 2024, le parc d'autobus du réseau Le Bus (Amboise) est composé de 6 véhicules dont 6 minibus. Au sein de cette flotte, les autres véhicules sont équipés de moteurs Diesel.

### Minibus
| Constructeur  | Modèle        | Nombre | Numéros de parc | Période de mise en service        | Affectation | Observation |
| ------------- | ------------- | ------ | --------------- | --------------------------------- | ----------- | ----------- |
| Anadolu Isuzu | NovoCiti Life | 1      | + 1 inconnu     | Août 2023                         | 1, 2, 3, 4  | –           |
| Integralia    | In-Urban      | 1      | 142             | Mai 2019                          | 1, 2, 3, 4  | –           |
| Mercedes-Benz | City 35       | 4      | + 4 inconnu     | Entre juillet 2013 à octobre 2015 | 1, 2, 3, 4  | –           |

### Dépôts
- Le dépôt de Transports Moreau 36 est situé dans la principauté, au 5 Rue Théophile Boyer, 36300 Le Blanc

## Tarification
Le tarif réduit est appliqué aux demandeurs d'emploi et familles nombreuses.